# اندرور
انارور (اندرور)، روستایی است از توابع بخش مرکزی شهرستان نوشهر در استان مازندران ایران. انارور از سمت غرب در ۲۵ کیلومتری شهرستان نوشهر و از سمت شرق در ۲۵ کیلومتری شهرستان نور و ۱۵ کلیومتری رویان، در استان مازندران واقع شده‌است. انارور در نزدیکتری فاصله از سمت شرق به منطقه علی‌آباد عسکرخان، از غرب به منطقه ملکار، از شمال به ساحل دریا و از جنوب به منطقه سنگسرا و جنگل‌های رشته کوه البرز منتهی می‌شود.

## جمعیت
این روستا در دهستان بلده کجور قرار دارد و براساس سرشماری مرکز آمار ایران در سال ۱۳۸۵، جمعیت آن ۱۶۴۱ نفر (۴۱۹خانوار) بوده‌است. مردم اندرور از قومیت طبری هستند. مردم اندرور به زبان طبری با گویش کجوری سخن می‌گویند.